# Созвездие воображаемых зверей
Созвездие воображаемых зверей (яп. 幻獣の星座 Genju no Seiza) — манга японского автора Мацури Акино, впервые выпущенная издательством Akita Shoten в 2000—2007 годах. Наряду с RG Veda и другими произведениями в жанре манга использует мотивы индийской мифологии и истории Тибета.
В свет выпущено 14 графических новелл. На русском языке манга выпускалась с 2010 по 2022 год издательством Фабрика комиксов (русскоязычная версия состоит из 12 томов, поскольку последние 4 тома оригинальной манги выпущенны в сдвоенном формате).

## Сюжет
Камисина Футо — простой школьник, попеременно переводящийся из одной школы в другую и ничего не подозревающий о своих скрытых возможностях. Когда юноша встречает Гаруду (крылатого вестника богов), его мир полностью меняется, ведь теперь он назначен на роль 42 истинного Первосвященника скрытого в песках пустыни государства Дарашал. Не все ожидают восхождения на престол новобранца. Нага и его коварные сторонники уже заняли место Футо ставленником китайского правительства.
По мере роста своей личности Футо постепенно проходит этапы взросления на пути к справедливому владению священными скрытыми землями. Его направляют звери-защитники, ограждающие юного господина от внезапных атак приближённых Наги, обучая тонкостям и раскрывая первозданную, позабытую сущность истинного Первосвященника.

## Персонажи

### Главные герои

#### Футо Камисина
Сын известного миру фотографа, проживающий в Японии. Футо вырос в любви своей матери, но обижен на отца за то, что тот покинул семью. Как юноша с необычной силой, со временем всё возрастающей и прогрессирующей, он является наследником престола Дарашала, хотя саму идею он стремится выкинуть из головы.

#### Маю
Юная девушка в инвалидном кресле, проживающая в замке с профессором Ичиго, часто появляется либо безэмоциональной, либо сердитой. Маю может видеть истинный облик зверей-защитников, порой она оказывается единственной чувствующей угрозу. Её разум чист, мысли прочесть невозможно, и её голос обладает уникальной способностью останавливать неконтролируемую силу Футо, разрушающую всё вокруг. Именно поэтому она является Жрицей Первосвященника.

#### Гаруда
Первый небесный посланник, раскрывший наследственность Футо. Для обычных людей он появляется в облике крупной птицы (феникса), но некоторые видят его как человека с птичьей головой и крыльями. Он постоянно беспокоится о местонахождении Футо, ходит по пятам, за что Футо его и недолюбливает. Соки упомянул, что у Гаруды с Нагой старая разборка касаемо Первосвященника, ведь последний Священный Правитель уже скончался.

#### Хануман
Первый убийца, посланный Нагой на уничтожение «самозванца», Хануман появляется в виде маленькой обезьянки в атмосфере детства и игры. На протяжении всей истории он бросается детскими шуточками, появляясь к радости кирина Соки, но к огорчению генерала Генро.

#### Генро
Генерал Генро, божество волков, выглядит воинственно в обоих воплощениях. В человеческом облике выглядит как матерый воин с кинжалом под боком, в любой момент готовый вспыхнуть и моментально порешить с противником в кровавой схватке. Такая у него натура. На пару с Хануманом первое время стремился уничтожить Футо. Узрев его возможности, поклялся в верности и стал новым зверем-защитником, как и Хануман. Любитель эффектных боёв часто называет Футо слабаком, хотя сам в битве готов отдать за него жизнь. Как боец на ножах, видит в Око главного соперника. С Соки ведет себя осторожно и пугается, когда тот подходит слишком близко.